# Charles Joseph Buquet
Pour les articles homonymes, voir Buquet.
Pour les autres membres des familles, voir Louis Léopold Buquet, Henri Buquet et Famille Buquet.
Charles Joseph Buquet, né le 4 juin 1776 à Charmes (Vosges), mort le 14 avril 1838 à Nancy, est un général de brigade du Premier Empire.

## Biographie
Le 28 août 1791, Charles Joseph Buquet entre comme soldat dans le 4e bataillon de volontaires des Vosges, il passe avec le grade de sous-lieutenant le 12 février 1793, dans la 93e demi-brigade.
Lieutenant dans la 169e demi-brigade le 22 nivôse an II, adjoint aux adjudants-généraux le 10 thermidor suivant, et capitaine le 14 vendémiaire an IV, il sert aux armées du Rhin et de Sambre-et-Meuse de 1792 à l'an VI. Il se trouve à la prise de Spire et de Mayence, au combat et à la reprise des lignes de Wissembourg, et est employé à l'état-major du général Kléber pendant tout le temps de son séjour à l'armée de Sambre-et-Meuse.
Le 22 vendémiaire an VI, il entre avec son grade dans la 36e demi-brigade, devient aide de camp du général Ney le 1er floréal an VII, et il fait en cette qualité les guerres des ans VII et VIII aux armées d'Helvétie et du Danube. Il obtient le 9 thermidor an VIII, le grade de chef de bataillon.
Attaché, le 20 vendémiaire an IX, à la 51e demi-brigade de ligne, il la suit à l'armée du Rhin. Major du 55e de ligne le 30 frimaire an XII, membre de la Légion d'honneur le 4 germinal suivant, il fait partie de l'armée des côtes en l'an XII et en l'an XIII. Il prend part aux guerres de la Grande Armée de l'an XIV à 1807, et il reçoit un coup de feu à la bataille d'Heilsberg lors de la campagne de Pologne. Il obtient le 10 février de cette dernière année le brevet de colonel du 75e de ligne, et la croix d'officier de la Légion d'honneur le 11 juillet suivant.
Envoyé en Espagne en 1808, il est fait prisonnier de guerre à Talevera-de-la-Reina le 28 juillet 1809. Il s'échappe le 15 mai 1810, des pontons de Cadix, et reçoit le 14 octobre 1811, l'ordre d'aller prendre le commandement du 30e de ligne. Napoléon Ier, qui déjà lui a conféré le titre de baron de l'Empire, le nomme général de brigade le 23 septembre 1812, et l'emploie immédiatement à l'expédition de Russie. Grièvement blessé à la bataille de la Moskowa il passe le 1er mars 1813 au 2e corps d'observation du Rhin. Blessé de nouveau à la bataille de Bautzen, il reçoit à cette occasion la croix de commandant de la Légion d'honneur le 29 juin de cette année. Il rejoint le 7 novembre suivant le 6e corps de la Grande Armée, et est mis peu de temps après à la disposition du ministre de la Guerre, qui lui donne le 28 décembre le commandement supérieur de Juliers.
Placé au traitement de non-activité le 1er septembre 1814, il accueille avec enthousiasme le retour de l'Empereur de l'île d'Elbe. Le 30 mars 1815, Napoléon lui confie le commandement de la place de Landau, et le 10 juin suivant le ministre de la Guerre le met à la disposition du général Belliard, commandant en chef les 3e et 4e divisions militaires. Le 28 du même mois, l'Empereur lui donne le commandement du département des Vosges, qu'il conserve jusqu'au second retour des Bourbons, époque à laquelle il rentre en non-activité.
Compris sur le cadre de l'état-major général de l'armée le 30 décembre 1818, et décoré de l'ordre de Saint-Louis le 18 août 1819, il passe plus tard dans la 2e catégorie de l'ordonnance du 1er décembre 1824. Admis à la retraite le 31 août 1831, il est mort à Nancy le 14 avril 1838.

## État de service
- 10 février 1807 : Colonel au 75e régiment d'infanterie
- 14 octobre 1811 : Colonel au 30e régiment d'infanterie (France)
- 23 septembre 1812 : général de brigade

## Décorations et titres
- 29 juin 1813 : Commandeur de la Légion d'honneur
- 11 août 1808 : Baron de l'Empire

## Armoiries
| Figure | Blasonnement |
|        | Armes du baron Buquet et de l'Empire (décret du 19 mars 1808, lettres patentes du 11 août 1808 (Nantes)). D'argent; à la bande de sable chargée de trois annelets d'or, accompagnée en chef et en pointe d'un lion rampant de sable armé et lampassé de gueules; quartier des barons militaires. Livrées : les couleurs de l'écu. |